# Doxepină
Doxepina este un medicament antidepresiv din clasa antidepresivelor triciclice și este utilizat în tratamentul depresiei majore și a altor afecțiuni precum tulburările de anxietate și insomnia. Căile de administrare disponibile sunt orală, intravenoasă și intramusculară. În unele state este utilizată sub formă de cremă pentru a trata pruritul cauzat de dermatita atopică sau de lichen simplex chronicus.
Doxepina a fost aprobată pentru uz medical în Statele Unite ale Americii în anul 1969. Este disponibil sub formă de medicament generic.